# Зцілення сухорукого
Зці́лення сухору́кого — це чудесне зцілення Ісусом Христом людини яка мала суху руку. Ця історія описується у Мф. 12:9-14, Мк. 3:1-6 та Лк. 6:6-11.

## Пояснення
Якось суботнього дня Ісус Христос увійшов у синагогу . Там була людина з висохлою правою рукою. Фарисеї хотіли знайти обвинувачення проти Спасителя і слідкували, чи не зцілить Він хворого в суботу.

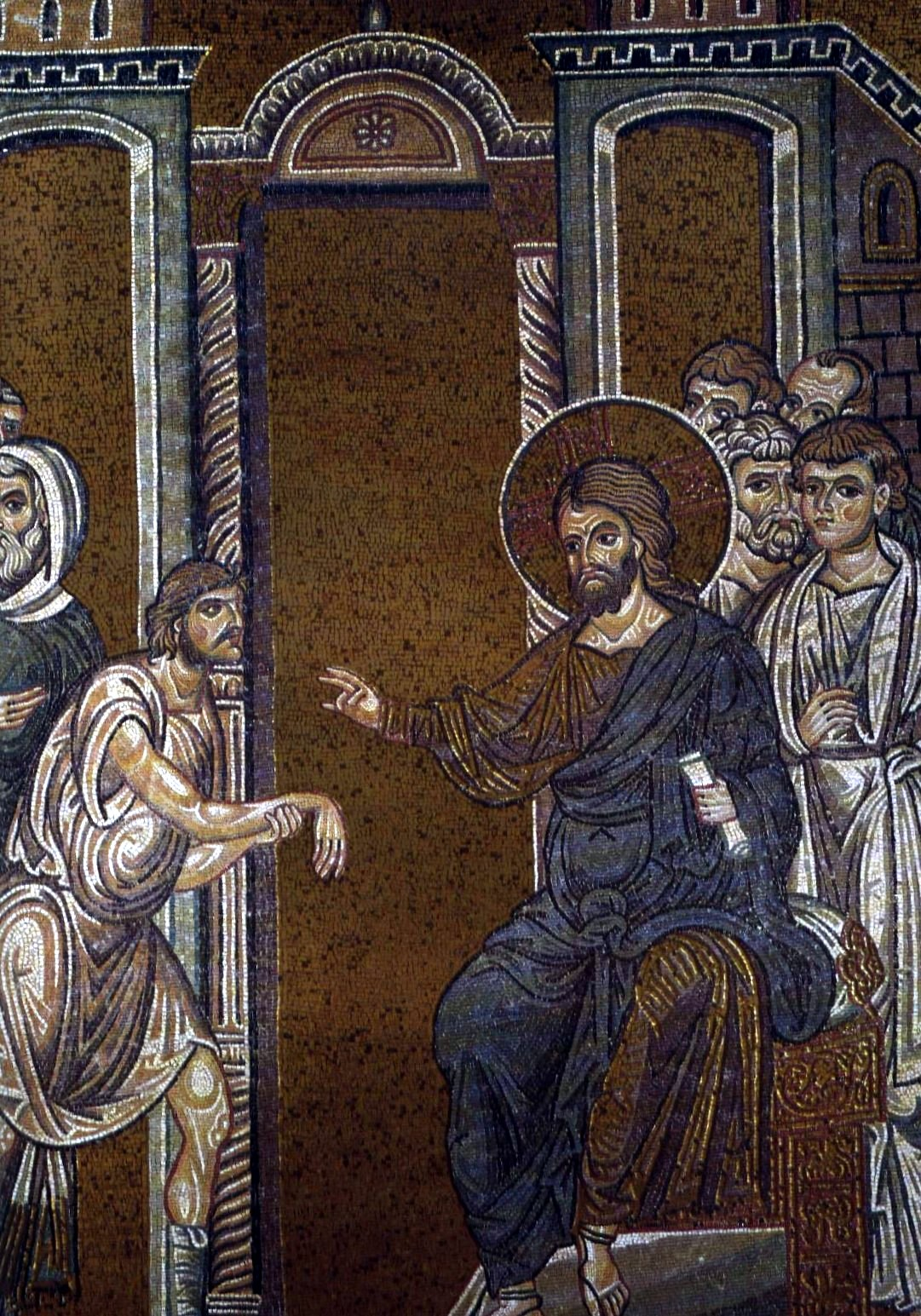
Зцілення сухорукого

Спаситель, знаючи їхні помисли, сказав сухорукому: «Стань посередині». Потім, звертаючись до фарисеїв, сказав: «Чи годиться в суботу добро робити, чи зло робити — душу спасти чи загубити?», тобто залишити на погибель. Вони мовчали.
Ісус, поглянувши на них усіх, сказав: «Чи є між вами людина, яка, маючи одну вівцю, якщо вона впаде в суботу в яму, не візьме і не витягне її? Наскільки ж людина краща за вівцю! Отже, дозволено в суботу добро творити».
Потім Спаситель звернувся до сухорукого і сказав: «Простягни руку твою». Сухорукий простяг хвору руку, і вона стала здоровою, як і друга. Фарисеїв охопила несамовита лють і вийшовши з синагоги, вони перемовлялися між собою, як вбити Ісуса. Ісус же з учнями пішов далі. За Ним пішло безліч людей, і Він, проповідуючи, зціляв багатьох недужих.

### Оригінальний текст
|  | І Він знову до синагоги ввійшов. І був там один чоловік, який мав суху руку. І, щоб обвинуватити Його, наглядали за Ним, чи Він у суботу того не вздоровить. І говорить Він до чоловіка з сухою рукою: Стань посередині! А до них промовляє: У суботу годиться робити добре, чи робити лихе, життя зберегти, чи погубити? Вони ж мовчали. І споглянув Він із гнівом на них, засмучений закам'янілістю їхніх сердець, і сказав чоловікові: Простягни свою руку! І той простяг, і рука йому стала здорова! Мр. 6:52, Ів. 12:40, Еф. 4:18 Фарисеї ж негайно пішли та з іродіянами раду зробили на Нього, як Його погубити. |

|  | І сталось, як в іншу суботу зайшов Він до синагоги й навчав, знаходився там чоловік, що правиця йому була всохла. А книжники та фарисеї вважали, чи в суботу того не вздоровить, щоб знайти проти Нього оскарження. Лк. 20:20 А Він знав думки їхні, і сказав чоловікові, що мав суху руку: Підведися, і стань посередині! Той підвівся і став. Ісус же промовив до них: Запитаю Я вас: Що годиться в суботу робити добре, чи робити лихе, душу спасти, чи згубити? І, позирнувши на всіх них, сказав чоловікові: Простягни свою руку! Той зробив, і рука його стала здорова! А вони переповнились лютістю, і один з одним змовлялись, що робити з Ісусом?... Пс 2:2 |

|  | І, вийшовши звідти, прибув Він до їхньої синагоги. І ото, був там чоловік, що мав суху руку. І, щоб обвинити Ісуса, запитали Його: Чи вздоровляти годиться в суботу? 2 Цар 12:4 А Він їм сказав: Чи знайдеться між вами людина, яка, одну мавши вівцю, не піде по неї, і не врятує її, як вона впаде в яму в суботу? А скільки ж людина вартніша за тую овечку! Тому можна чинити добро й у суботу! І каже тоді чоловікові: Простягни свою руку! Той простяг, і стала здорова вона, як і друга… Фарисеї ж пішли, і зібрали нараду на Нього, як би Його погубити?… |